# Sciapus zucchii
Sciapus zucchii är en tvåvingeart som beskrevs av Milward de Azevedo 1985. Sciapus zucchii ingår i släktet Sciapus och familjen styltflugor. Inga underarter finns listade i Catalogue of Life.